# Carl Bunge
Carl Bunge, född 4 augusti 1734, död 14 april 1816 på Finstaholm, var en svensk friherre och ämbetsman.

## Biografi
Carl Bunge var son till statssekreteraren friherre Henrik Bunge och Catharina Christina Caménsköld, samt bror till greve Sven Bunge. Efter studier vid Uppsala universitet, hamnade han vid kungliga kansliet, och var sedan 1758 kanslijunkare när han 1762 fick kunglig sekreterares namn, heder och värdighet. Han utsågs 1772 till kammarråd.
År 1778 utnämndes Bunge till landshövding i Västernorrlands län. Han efterträdde Germund Abraham Falkengren. Han blev kommendör av Nordstjärneorden 1782.
Bunge var gift med Anna Lovisa Clason, dotter till en handelsman i Stockholm.
I äktenskapet blev han far till Carl Bunge.